# Sonyang-myeon
Sonyang-myeon (koreanska: 손양면)  är en socken i Sydkorea. Den ligger i kommunen Yangyang-gun och provinsen Gangwon, i den norra delen av landet, 160 km nordost om huvudstaden Seoul.
I Sonyang-myeon ligger flygplatsen Yangyang International Airport, som har inrikesflyg till ett antal destinationer (januari 2021). 